# Gmina Platerów
Gmina Platerów es una gmina rural en el Distrito de Łosice, Voivodato de Mazovia, en el centro-oriente de Polonia. Su sede es el pueblo de Platerów, que se encuentra aproximadamente a 12 kilómetros (7 millas) al noreste de Łosice y 125 km (78 millas) al este de Varsovia.
La gmina cubre un área de 128,97 kilómetros cuadrados (49,8 millas cuadradas), y a partir de 2006 su población total es de        5 163 (5 035 en 2014).
La gmina contiene parte del área protegida llamada Podlasie Bug Gorge Landscape Park.

## Aldeas
Gmina Platerów contiene las aldeas y los asentamientos de Chłopków, Chłopków-Kolonia, Czuchów, Czuchów-Pieńki, Falatycze,Górki, Hruszew, Hruszniew, Hruszniew-Kolonia, Kamianka, Kisielew, Lipno, Mężenin, Mężenin-Kolonia, Michałów, Myszkowice,Nowodomki, Ostromęczyn, Ostromęczyn-Kolonia, Platerów, Puczyce, Rusków y Zaborze.

## Gminas vecinas
Gmina limita con las gminas de Drohiczyn, Korczew, Łosice, Przesmyki, Sarnaki, Siemiatycze y Stara Kornica.